# Naturpark Dobersberg

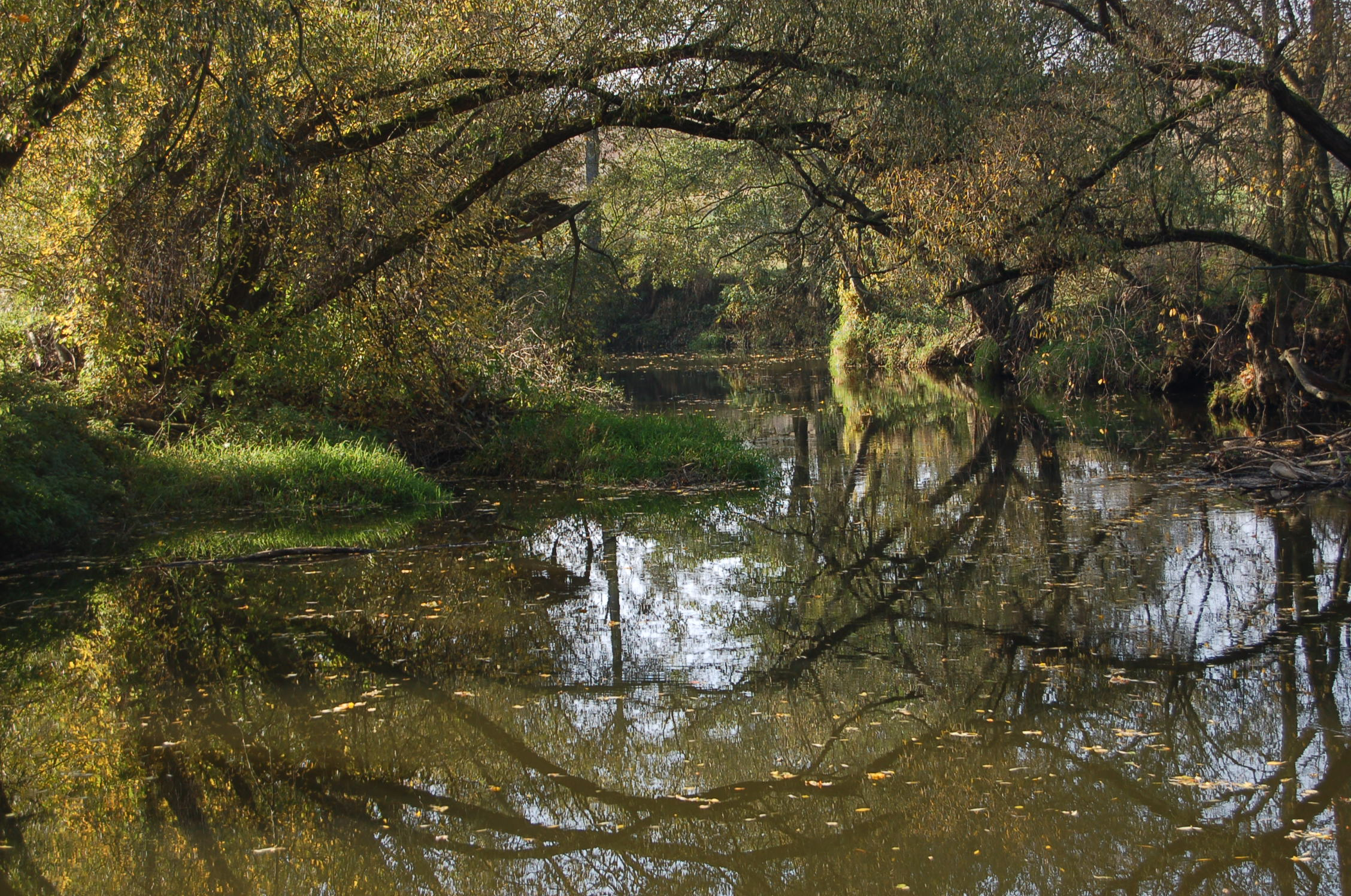
Die Thaya bei Dobersberg

Der Naturpark Dobersberg mit einer Fläche von 200 ha liegt südöstlich von Dobersberg am nördlichen Thayabogen und nordwestlich des Nationalparks Thayatal im niederösterreichischen Grenzgebiet zu Tschechien.
Der Naturpark beinhaltet naturnahe Flusslandschaft mit Mäandern und Auwaldresten, Hang- und Schluchtwäldern sowie weitläufige Feuchtwiesen und wird durch Wege und Steige entlang des Flussufers, über weite Thayawiesen und über bewaldete Höhenrücken erschlossen.

## Natürliche Sehenswürdigkeiten
- Farnschlucht
- Felskanzel „Lorelei“
- Ameisenburgen

## Errichtete Sehenswürdigkeiten
- Steinkreis
- Wildtiergehege (Damhirsch und Wildschwein)
- Jungbrunnen
- „Arena Geomantica“ (Kraft- und Meditationsplatz)
- Waldlehrpfad
- Wünschelrutenweg
- Überdachter Holzweg über die Thaya